# Forsvarslovene 1950-51
Forsvarslovene 1950-51 var tre love, som reorganiserede Danmarks Forsvar efter 2. verdenskrig og medlemskabet af NATO. Lovene kan også kaldes en forsvarsordning og er sammenlignelige med et at nutidens større forsvarsforlig. Bag lovene stod Socialdemokratiet, Venstre og Det Konservative Folkeparti, mens Det Radikale Venstre, Retsforbundet og Danmarks Kommunistiske Parti ikke støttede ordningen.:L497-498 :L435-436
Lovene indeholdt følgende større ændringer:
- Forsvarsministeriet blev oprettet til afløsning af Krigsministeriet og Marineministeriet.
- Flyvevåbnet blev oprettet som selvstændigt værn.
- Embedet som Forsvarschef med tilhørende Forsvarsstab (senere Forsvarskommandoen) blev oprettet som en enhedsledelse for værnene.

Denne struktur forblev i kraft gennem den kolde krig.
Lovene var blevet forberedt af Forsvarskommissionen af 1946 og Forsvarskommissionen af 1950 og bestod af tre forskellige love:
1. Lov om forsvarets ordning af 27. maj 1950[1] om de ledelsesmæssige forhold.[3] [4]:80-82
2. Forsvarets ordning (sammensætningen af værnene og korpsene m.fl.)[2]
3. Forsvarets ordning (personellet ved værnene, korpsene m.fl.)[5]

(Betegnelsen korps peger i denne sammenhæng på de fagligt specialiserede korps som lægekorpset eller auditørkorpset; ikke på hærenheden armékops.)